# Страхові компанії України
Страхування на території України має довгу і складну історію, яка відображає політичні та економічні зміни в регіоні. 
Київська Русь (9-13 століття):
У часи Київської Русі існували форми взаємодопомоги та взаємоубезпечення, що можна вважати ранніми формами страхування. Наприклад, громади часто допомагали своїм мешканцям, які постраждали від пожеж, пограбувань або стихійних лих. 
Литовсько-Руська держава та Річ Посполита (14-17 століття):
З розширенням міжнародної торгівлі з'явилися перші згадки про страхування вантажів та майна. Купці об'єднували свої ресурси для покриття збитків у разі втрат під час перевезень. 
Гетьманщина та Козацька держава (17-18 століття):
У цей період існували окремі випадки взаємодопомоги серед козацтва. Вони підтримували сім'ї загиблих або поранених побратимів. Це були неофіційні, але важливі форми соціального страхування. 
Російська імперія (18-19 століття):
Після приєднання більшої частини України до Російської імперії, на українських землях почали діяти загальноімперські закони і правила страхування. У 1827 році в Києві було створене перше страхове товариство 
Австро-Угорщина, Польща (19 - початок 20 століття):
На західних територіях України, які входили до складу Австро-Угорщини та Польщі, діяли австрійські та польські страхові компанії. Були популярними страхування життя, майна, а також страхування від нещасних випадків.  Особливо варто відзначити внесок Товариства взаємних обеспечень Дністер
Період Радянської окупації (1922-1991):
Після створення СРСР та окупації ним України страхування було централізовано та монополізовано державою. Діяли державні страхові компанії, такі як Укрдержстрах і Індержстрах, які забезпечували страхування майна, життя, здоров'я громадян, а також промислових об'єктів. Правонаступницею Укрдержстраху, заснованого 25 листопада 1921 року, є страхова компанія ОРАНТА, яка фактично вже понад 100 років провадить страхову діяльність в Україні.
Незалежна Україна (з 1991 року):
Після відновлення незалежності України почала розвиватися приватна страхова сфера. З'явилися численні національні та міжнародні страхові компанії. Продукти страхування стали більш різноманітними, включаючи такі види як медичне страхування, страхування відповідальності, туристичне страхування, автострахування (ОСЦПВ та КАСКО) тощо.  
Сьогодні страхування в Україні продовжує розвиватися, пропонуючи все більш складні та різноманітні продукти для потреб сучасного суспільства. І найбільшою такою потребою для українців став захист від війни. Найбільші страхові компанії, серед яких ІНГО, АРКС, ВУСО та інші – пропонують спеціальне страхове покриття для фізичних та юридичних осіб. Застрахувати від воєнних ризиків можна автомобілі житло, життя, здоров’я і, навіть, бізнес.  
Для регулювання страхового ринку у 1993 році створено державну структуру - Укрстрахнагляд. 1994 року в Україні зареєстровано майже 700 страхових компаній. З розвитком нормативної бази та посиленням контролю ринку станом на 1997 рік кількість страховиків значно зменшилась – до  220 компаній. 
Наприкінці 2002 року з'являється новий регулятор – створена Державна комісія з регулювання ринків фінансових послуг. На початку 2008 року в Україні налічується вже понад 450 страхових компаній. У 2011 році Державну комісію з регулювання ринків фінансових послуг ліквідовано та створено Національну комісію, яка здійснює державне регулювання у сфері ринків фінансових послуг (Нацкомфінпослуг). 
З того часу почалась оптимізація та концентрація страхового ринку. Кількість страхових компаній знову зменшується. На початку 2014 року діяло 404 ліцензовані страхові компанії, на початку 2015 року – 385, 2016 року – 352, 2018 року – 291 страхова компанія.  
З 1 липня 2020 року функції регулятора ринку перейняв на себе Національний банк, який нині здійснює нагляд за сегментом небанківських фінансових послуг: страхових, лізингових, факторингових компаній, кредитних спілок, ломбардів та інших фінансових компаній. 
За даними НБУ, станом на 31.12.2023 року на ринку України працює 102 страхові компанії (в тому числі 12 компаній зі страхування життя), які пропонують широкий спектр послуг.  
Найбільші страхові компанії за показником власного капіталу (дані спеціалізованого рейтингу страхових компаній України за 12 місяців 2023 р, Insurance TOP) 
| №  | Страховик           | Власний капітал 2023, тис грн | Статутний капітал, тис грн |
| 1  | АРКС                | 2 080 247                     | 261 975                    |
| 2  | УНІКА               | 1 689 098                     | 155 480                    |
| 3  | ІНГО                | 1 191 108                     | 305 543                    |
| 4  | PZU УКРАЇНА         | 968 114                       | 48 518                     |
| 5  | ТАС СГ              | 904 876                       | 102 000                    |
| 6  | UNIVERSALNA         | 755 312                       | 192 700                    |
| 7  | АРСЕНАЛ СТРАХУВАННЯ | 712 891                       | 255 600                    |
| 8  | ВУСО                | 634 114                       | 274 145                    |
| 9  | УСГ                 | 597 576                       | 278 659                    |
| 10 | ОРАНТА              | 522 876                       | 159 000                    |

Найбільші страхові компанії в страхуванні юридичних осіб (корпоративний сегмент) (дані Національної Асоціації Страховиків України, за 12 місяців 2023 року) 
| №  | Страховик    | Премії юридичних осіб, тис.грн. |
| 1  | ІНГО         | 1 920 000                       |
| 2  | УНІКА        | 1 609 000                       |
| 3  | АРКС         | 1 380 000                       |
| 4  | УСГ          | 1 164 000                       |
| 5  | Універсальна | 1 100 000                       |
| 6  | ТАС          | 1 079 000                       |
| 7  | Арсенал      | 994 000                         |
| 8  | ВУСО         | 953 000                         |
| 9  | Княжа        | 565 000                         |
| 10 | Колоннейд    | 559 000                         |

Найбільші страхові компанії в сегменті страхування майна (дані спеціалізованого рейтингу страхових компаній України за 12 місяців 2023 р, Insurance TOP) 
| №  | Страховик                     | Премії, тис.грн. | Виплати, тис.грн. |
| 1  | ARX                           | 433 262          | 56 605            |
| 2  | ІНГО                          | 185 795          | 12 592            |
| 3  | УЛЬТРА АЛЬЯНС                 | 161 541          | 269               |
| 4  | ВУСО                          | 118 284          | 21 963            |
| 5  | УНІКА                         | 111 604          | 5 092             |
| 6  | UNIVERSALNA                   | 86 776           | 40 975            |
| 7  | УСГ                           | 82 966           | 3 372             |
| 8  | КОЛОННЕЙД УКРАЇНА             | 76 442           | 1 209             |
| 9  | АРСЕНАЛ СТРАХУВАННЯ           | 64 383           | 1 777             |
| 10 | ЄВРОПЕЙСЬКИЙ СТРАХОВИЙ АЛЬЯНС | 52 721           | 73                |

Найбільші страхові компанії в сегменті страхування вантажів (дані спеціалізованого рейтингу страхових компаній України за 12 місяців 2023 р, Insurance TOP) 
| №  | Страховик           | Премії, тис.грн. | Виплати, тис.грн. |
| 1  | ІНГО                | 205 084          | 21 291            |
| 2  | УСГ                 | 107 491          | 4 784             |
| 3  | УЛЬТРА АЛЬЯНС       | 66 202           | 914               |
| 4  | КОЛОННЕЙД УКРАЇНА   | 54 431           | 5 032             |
| 5  | КВОРУМ              | 49 339           | 6 454             |
| 6  | UTICO               | 49 337           | 2 007             |
| 7  | ALLIANZ УКРАЇНА     | 44 199           | 5 850             |
| 8  | ARX                 | 43 501           | 2 549             |
| 9  | АРСЕНАЛ СТРАХУВАННЯ | 39 277           | 76                |
| 10 | PZU УКРАЇНА         | 38 269           | 2 197             |

Серед найкращих та найбільших страхових компаній можна виділити наступні: 

НАСК «Оранта». Заснована у 1921 році, є однією з найстаріших страхових компаній України, адже виступає правонаступницею Укрдержстраху. Укрдержстрах було перетворено на Відкрите акціонерне товариство Національна акціонерна страхова компанія «ОРАНТА», засновником якого з боку держави виступив Фонд державного майна України.  
Від 1994 року НАСК «Оранта» є повним членом МТСБУ, а з 2003 року — членом Ядерного страхового пулу. Основним акціонером є українська бізнес-група DCH. Компанія має 33 ліцензії на обов’язкові та добровільні види страхування, її мережа налічує понад 400 представництв, в агентській мережі об’єднано щонайменше 2000 страхових експертів. Стабільно посідає провідні позиції за показником страхових премій з обов’язкового страхування цивільно-правової відповідальності власників наземних транспортних засобів (ОСЦПВ). Щороку в «Оранті» страхується понад 2,5 мільйонів клієнтів. 15.11.2023 рейтингове агентство «IBI-Рейтинг» підтвердило рейтинг фінансової стійкості ПАТ «НАСК «ОРАНТА» за національною шкалою на рівні uaAA–ifr. 
За даними Рейтингу страхових компаній України за 12 місяців 2023 г, Insurance TOP, компанія входить до лідерів в продажах ОСЦПВ (Автоцивілка) та до ТОП10 за показником власного капіталу, Гарантійного фонду, чистих страхових премій та премій в сегменті добровільної Автоцивілки. 2 місце у страхуванні Автоцивілки за рейтингом (Delo, TOP100) 

ІНГО – Одна із перших страхових компаній незалежної України. Її засновники розпочали свою діяльність у 1991 році у київській філії САТ «Остра». 15 березня 1994 року на базі київської філії «Остра» створюється ЗАТ «Акціонерна страхова компанія «Остра-Київ». Цей день ІНГО вважає датою свого фактичного заснування.  
У 2004 році АСК «Остра-Київ» входить до Міжнародної страхової групи «ІНГО». Здійснено ребрендинг АСК «Остра-Київ» та змінено назву на АСК «ІНГО Україна». 2014 року відкрито власний медичний центр страхової компанії з однойменною назвою – МЦ Інго. 2017 року компанія входить до складу української бізнес-групи DCH. 
2020 року «ІНГО Україна» змінила назву на «Страхова компанія «ІНГО» та провела ребрендинг.  
Сучасна СК «ІНГО» входить до переліку найбільших страхових компаній України за обсягом премій, величиною власних активів та сумами виплат страхових відшкодувань.  
За даними НБУ, згідно результатів 2023 року, ІНГО посідає 5 місце за показниками активів, обсяг яких складає 3 млрд. 678 млн. грн., 3 місце за показником власного капіталу (1 млрд. 191 млн грн.). Компанія виплатила за збитками понад 1 млрд. 136 млн. грн. 

За даними спеціалізованих рейтингів компанія посіла: 
- 1 місце у страхуванні юридичних осіб[5]
- 1 місце у страхуванні від воєнних ризиків [6]

- 1 місце у добровільному медичному страхуванні [7]

- 1 у страхуванні вантажів [5]

Компанія відповідає вимогам НБУ щодо прозорості структури власності, дотримання нормативів платоспроможності, достатності капіталу та ризиковості операцій, дотримання вимог щодо ділової репутації страховика, його власників та керівників.
ІНГО входить до переліку страховиків, що мають право здійснювати операції з перестрахування з перестраховиками-нерезидентами, ведеться відповідно до вимог Постанови Правління Національного банку від 24 лютого 2022 року № 18 “Про роботу банківської системи в період запровадження воєнного стану” з урахуванням змін, внесених до зазначеної постанови 10 лютого 2023 року. 
ІНГО є повним членом Моторного (транспортного) Страхового Бюро України (МТСБУ), членом Американської Торговельної Палати (АСС), Європейської Бізнес Асоціації (EBA), Національної Асоціації Страховиків України (НАСУ) та Міжнародної Торгової Палати (ICC). 
29.03.2024 рейтингове агентство «IBI-Рейтинг» підтвердило довгостроковий кредитний рейтинг АТ СК «ІНГО» за національною рейтинговою шкалою на рівні uaАА. 
ІНГО однією з перших в Україні, ще в 1995 році, почала займатись міжнародними програмами страхування (фронтинг)  та має один з найбільших портфелів за цим напрямком. Співпрацює з більш ніж 50 міжнародними Партнерами за цим напрямком бізнесу. Є ексклюзивним представником FM Global в Україні.
За час своєї діяльності ІНГО отримала низку галузевих нагород та неодноразово посідала призові місця в номінації «Найпрофесійніша страхова компанія».

Страхова група "ТАС", яка входить до фінансово-промислової групи України, заснованої 1998 року. Активи групи керуються компанією «Інвестиційно-Фінансова Група „ТАС“» (ІФГ ТАС). Засновником і основним акціонером Групи та її керуючої компанії є український олігарх Сергій Тігіпко. 

Страхова компанія «АРКС» — українська страхова компанія, створена 2007 року під назвою «АХА Страхування». 2018 року увійшла до складу канадської страхової групи Fairfax Financial Holding. З 2019 року почала працювати під брендом ARX. 

«УНІКА». Заснована в 1999 році. Належить до австрійської групи UNIQA Insurance Group. У 2000 році Uniqa продовжує свою політику розширення за кордоном і купує компанії в Італії, Росії, Польщі, Австрії, Угорщині, Ліхтенштейні, Словаччині, Чехії, Румунії, Словенії, Боснії і Герцеговині, Болгарії, Україні, Сербії, Північній Македонії, Косово, Албанії, Чорногорії, Іспанії, Литві, Німеччині та Хорватії.  

ВУСО. Компанія була заснована 24 вересня 2001 року. Засновники: Акціонерне товариство «Закритий недиверсифікований корпоративний венчурний інвестиційний фонд «Альтитуда» - 66,01%, Білоус М.М. - 7,42%; Шуба О.Д. - 6,92%; Назарчук Я.Ю. - 6,03%; Гусак С.В. - 5,77%. Статутний капітал СК «Вусо»: 86 560 000 грн.  

АРСЕНАЛ СТРАХУВАННЯ. Заснована 9 грудня у 2005 році під назвою «Арсенал Дніпро». Компанія позиціонується як страховик зі 100% українським капіталом, що є членом НАСУ та МТСБУ. Бенефіціари: Сергій Авдєєв - 24.50%, Максим Туз - 21.00%, Олександр Солоп - 17.50%, Анатолій Солоп - 12.50%, Руслан Божко - 9.99%, Костянтин Туз - 9.00%, Марина Авдєєва - 5.50% 

Українська страхова група (УСГ). Страхова компанія «УСГ» заснована у 2000 році як правонаступниця СК «Напарс».  

UNIVERSALNA. Українська страхова компанія, заснована у 1991 році з головним офісом у м. Київ. Входить до холдингу FAIRFAX FINANCIAL HOLDINGS LIMITED, який володіє 99,999998% пакету акцій. Серед власників: FAIRFAX (Сanada, Toronto) (70% акцій) та European bank for reconstruction and development (EBRD, The Uk, London) (30% акцій).  

PZU Україна. Заснована у 1993 році у Львові як страхова компанія Скайд Вест. У 2005 році компанія придбана польською страховою групою PZU S.A. та перейменована відповідно на PZU Україна. 

Розвиток страхування на українських землях відображає загальні тенденції економічного та соціального розвитку регіону, а також адаптацію до змін у політичній і правовій системах. 
Протягом століть страховики розробляли нові види страхування, щоб відповідати мінливим потребам суспільства та ризикам, з якими стикаються люди та підприємства. Винахід автомобіля призвів до створення автострахування, а поява інтернету – до створення кіберстрахування.  
Сьогодні страхування в Україні продовжує розвиватися, пропонуючи все більш складні та різноманітні продукти для задоволення потреб сучасного суспільства.  